# کونستانتین لوکتف
کونستانتین لوکتف (انگلیسی: Konstantin Loktev; ۱۶ آوریل ۱۹۳۳ – ۴ نوامبر ۱۹۹۶) بازیکن هاکی روی یخ اهل اتحاد جماهیر شوروی سوسیالیستی بود.